# Disney Channel (Espagne)
Pour la chaîne française, voir Disney Channel (France).
Disney Channel España était une chaîne de télévision thématique espagnole consacrée à la jeunesse. Il appartient à The Walt Disney Company Iberia avec les fréquences terrestres de Net TV, appartenant à Squirrel Media (précédemment co-détenu par Disney et le groupe espagnol Vocento qui comprend le journal espagnol conservateur ABC sans lien avec le réseau de télévision américain du même nom). Elle a été lancée en 1998 en tant que chaîne de télévision payante. Le 1er juillet 2008, il a remplacé Fly Music sur la télévision numérique terrestre espagnole, devenant ainsi la première chaîne Disney gratuite disponible dans le monde.
Une chaîne de décalage d'une heure appelée Disney Channel +1 a également été lancée. Elle a depuis disparue car remplacée par le contrôle du direct disponible  chez des opérateurs espagnols.

## Histoire de la chaîne
Disney Channel Espagne a été lancé en 1998, lorsque The Walt Disney Company et Sogecable ont conclu un accord pour distribuer une version espagnole de Disney Channel sur la plate-forme numérique Canal Satélite Digital. La chaîne a commencé à diffuser le 17 avril 1998. La chaîne diffusait des émissions locales et la bibliothèque d'animation de Disney. Une version espagnole de l'émission britannique Art Attack, animée par Jordi Cruz, a également été produite et diffusée, entre autres.
En septembre 1999, Disney Channel Espagne a adopté le logo «Cercles» et l'ensemble d'identités de Disney Channel UK créés par GÉDÉON. 3 ans plus tard, Disney a commencé à proposer trois autres chaînes: une chaîne de décalage d'une heure, appelée Disney Channel +1, Toon Disney et Playhouse Disney. Le programme de Toon Disney était censé diffuser exclusivement des animations Disney, tandis que Playhouse était une chaîne pour un public d'âge préscolaire. En 2008, Toon Disney est devenu Disney Cinemagic, comme les versions britannique, allemande et française deux ans auparavant.
En février 2008, la Walt Disney Company Iberia (TWDCI) a décidé d'acquérir une participation de 20% dans l'opérateur de multiplexage de télévision numérique terrestre Sociedad Gestora de Televisión Net TV. Après l'achat, Net TV était détenue par Vocento (55%), Grupo Intereconomía (25%) et TWDCI (20%). Enfin, la société a annoncé fin mai 2008 le lancement de Disney Channel en remplacement de Fly Music de Net TV le 1er juillet 2008, devenant la première chaîne Disney gratuite au monde.
Le 1er mai 2010, Disney Channel Espagne a commencé à diffuser en format écran large 16:9. Disney Channel a lancé son nouveau logo d'application le 20 juin 2011. Le site Web a également été remanié. En 2012, un service appelé Disney Replay a été introduit. Il diffuse des épisodes complets de séries. L'épisode "Knot My Problem" de Phinéas et Ferb a été diffusé pour la première fois sur ce service le 10 juin 2013. En novembre 2013, le site a de nouveau été modifié selon les autres chaînes Disney européennes.
Le 23 décembre 2021, il a été annoncé que Disney avait vendu ses 20 % dans Net TV à Squirrel Media, qui avait acquis les 55 % de Vocento quelques semaines auparavant, laissant présager un abandon de la TNT espagnole.
Le 27 novembre 2024, The Walt Disney Company Spain a annoncé que le 7 janvier 2025, la chaîne cesserait d'être diffusée sur la TNT et les opérateurs de télévision payante, mais Disney Jr. continuera sa diffusion,.